# Overbeckia papuana
Overbeckia papuana (лат.) — вид мелких по размеру муравьёв из подсемейства формицины (Formicinae). Папуа — Новая Гвинея и Австралия.

## Описание
Мелкие (4—5 мм) муравьи. Голова, мезосома и частично тазики чёрные; скапус темно-коричневый, за исключением вершины, где он более светло-коричневый; жгутик усиков коричневый, кроме более светлой вершины; петиоль темно-коричневый; брюшко и задние голени коричневые, остальные придатки светло-коричневые, с бледно-желтыми средними и задними тазиками, вертлугами и щупиками. Общий вид рабочих и маток как у Overbeckia subclavata, но более волосатый на голове, с торчащими волосками на дорзуме петиоле, груди и брюшке; несколько волосков имеются также на дистальной части скапуса. Покровы головы менее точечны, чем у O. subclavata, с множеством коротких торчащих волосков, заходящих за края головы при виде спереди; крошечные прижатые волоски в высокой плотности по всей голове, включая щеки; лобные кили значительно сближаются друг с другом спереди.  Усики 12-члениковые усики, без отчетливой булавы, но с постепенно расширенными к вершине члениками жгутиков, с дистальным жгутиком примерно в 2 раза шире базального; скапус изогнут и расширен к вершине. Усиковое гнездо относительно ближе к заднему краю наличника, чем у других Camponotini. Формула щупиков полная — 6:4.

## Распространение
Встречается на острове Новая Гвинея (Папуа — Новая Гвинея) и на севере Австралии. Типовая серия была собрана и описана из провинции Madang (Папуа).

## Систематика
Вид был впервые описан в 2022 году (вместе с Overbeckia jambiensis) и включён в состав рода Overbeckia, который ранее считался монотипическим, так как включал только один вид Overbeckia subclavata Viehmeyer, 1916.
Некоторые авторы ранее считали, что возможно, родовой таксон Overbeckia может быть синонимом рода Camponotus.